# Kilphedir
Kilphedir (Schots-Gaelisch: Cill Pheadair) is een dorp in de buurt van Helmsdale in de Schotse lieutenancy Sutherland in het raadsgebied Highland.